# Sebastian Schindzielorz
Sebastian Schindzielorz (* 21. Januar 1979 in Krapkowice, Polen) ist ein ehemaliger deutscher Fußballspieler und heutiger Funktionär.
Während seiner Karriere im Erwachsenenfußball absolvierte er 196 Partien in der 2. Bundesliga sowie in der Bundesliga für den VfL Bochum, für den 1. FC Köln und für den VfL Wolfsburg, mit dem er 2009 deutscher Meister wurde. Von 1999 bis 2001 lief Schindzielorz für die deutsche U21-Nationalmannschaft auf und absolvierte auch eine Partie für das Team 2006, des Weiteren gehörte er – ohne Einsatz – dem Kader der deutschen A-Nationalmannschaft an. Ab 2018 war er Geschäftsführer Sport des VfL Bochum, im Sommer 2022 trat er von seinem Amt zurück. Seit Februar 2023 ist er Sportdirektor beim VfL Wolfsburg.

## Karriere als Spieler

### Verein
Der defensive Mittelfeldspieler begann seine Karriere beim VfL Bochum, für den er in den Jugendmannschaften spielte. In der Saison 1998/99 spielte er sich in die Stammelf des Bundesligisten. Sein Debüt in der Bundesliga gab Schindzielorz am 6. Spieltag, dem 26. September 1998, gegen den 1. FC Kaiserslautern. Beim 3:2-Auswärtserfolg kam er über die vollen 90 Minuten zum Einsatz. Zwei Spieltage später erzielte er seinen ersten Ligatreffer. Beim 1:2 gegen TSV 1860 München glich er zum 1:1 aus. In seinen ersten vier Profijahren durchlief er abwechselnd jeweils einen Abstieg und den sofortigen Wiederaufstieg in die Bundesliga. Erst in der Saison 2002/03 etablierte er sich mit dem VfL Bochum im gesicherten Mittelfeld. Trotz deutlicher mannschaftlicher Verbesserung verlängerte Schindzielorz seinen zum Jahr 2003 auslaufenden Vertrag nicht und wechselte zum damaligen Aufsteiger in die Bundesliga, dem 1. FC Köln.
In Köln zog er sich im Training nach zwei Spielen der Saison 2003/04 einen Mittelfußbruch zu, der keine weiteren Einsätze in der laufenden Spielzeit mehr zuließ. Erst in der Schlussphase des letzten Spieltags absolvierte er wieder einen Kurzeinsatz. Der 1. FC Köln stieg in dieser Saison in die 2. Bundesliga ab. In der anschließenden Saison 2004/05 konnte er sich wieder in die Stammelf spielen, verfügte aber weiterhin noch nicht über die Fitness früherer Tage. Schindzielorz wurde in 16 Partien vorzeitig ausgewechselt. Sein Vertrag beim 1. FC Köln lief zum Abschluss der Saison 2005/06 aus und wurde nicht verlängert.
Schindzielorz wechselte daraufhin in die norwegische Tippeligaen zu IK Start. Am 14. September 2006 absolvierte er beim 2:5 gegen Ajax Amsterdam seine erste Begegnung im UEFA-Pokal. Er erhielt auch bei IK Start keinen neuen Vertrag, sodass er zur Saison 2007/08 zum APO Levadiakos wechselte.
Zur Saison 2008/09 kam er wieder zurück nach Deutschland und unterschrieb einen Vertrag beim VfL Wolfsburg, um dort vorerst in der zweiten Mannschaft zu spielen. Nach der Winterpause der Saison 2008/09 stand er im erweiterten Kader der ersten Mannschaft, für die er am 7. Februar 2009 beim 2:0-Heimsieg gegen den VfL Bochum sein Comeback in der Bundesliga absolvierte. Kurz darauf, am 14. Februar, hatte er bei gleichem Ergebnis bei Eintracht Frankfurt sein Startelfdebüt und am 18. Februar absolvierte er beim 0:2 im Stadion von Paris Saint-Germain seine erste Begegnung im UEFA-Pokal für den VfL. Am Ende der Spielzeit kam er auf sechs Bundesligaeinsätze und der VfL wurde deutscher Meister. Es war der erste Meistertitel der Wolfsburger. In der folgenden Saison stand er weiterhin vorwiegend im Aufgebot der Regionalligamannschaft und half nur zweimal in der Bundesliga aus. Obwohl er auch 2010/11 wieder im Kader der ersten Mannschaft stand, wurde er in diesem Jahr nicht bei den Profis eingesetzt. Am 6. August 2011 kam es dann zum Comeback in der Bundesliga-Mannschaft des VfL, als er beim Saisonauftakt bei seinem ehemaligen Verein, dem 1. FC Köln, in der 75. Minute beim Stand von 1:0 für den VfL (Endstand 3:0) von Felix Magath für Hasan Salihamidžić eingewechselt wurde. Im April 2012 verlängerte der VfL Wolfsburg Schindzielorz’ Vertrag für die zweite Mannschaft bis 2013.

### Nationalmannschaft
Schindzielorz war deutscher U-21-Nationalspieler. Dabei kam er auf 16 Einsätze, bei denen er ein Tor erzielte.
Vor der WM 2002 in Japan und Südkorea gehörte er bei den Testspielen in Freiburg im Breisgau gegen Kuwait und in Cardiff gegen Wales zum Kader der deutschen A-Nationalmannschaft, kam allerdings nicht zum Einsatz.

### Erfolge
- Deutscher Meister mit dem VfL Wolfsburg: 2009
- Aufstieg in die 1. Bundesliga 2000, 2002 (mit dem VfL Bochum) und 2005 (mit dem 1. FC Köln)

## Wettbewerbsübersicht
| Bundesliga            | Bundesliga            | 111 | Spiele | 7 | Tore |
| 2. Liga               | 2. Liga               | 85  | Spiele | 3 | Tore |
| Regionalliga bis 2008 | Regionalliga bis 2008 | 1   | Spiele | 0 | Tore |
| Regionalliga ab 2008  | Regionalliga ab 2008  | 101 | Spiele | 5 | Tore |
| DFB-Pokal             | DFB-Pokal             | 13  | Spiele | 1 | Tore |
| Europapokal           | Europapokal           | 5   | Spiele | 0 | Tore |
| Norwegen              | Norwegen              | 5   | Spiele | 0 | Tore |
| Griechenland          | Griechenland          | 22  | Spiele | 0 | Tore |
| B-Team                | B-Team                | 1   | Spiele | 0 | Tore |
| U21-Team              | U21-Team              | 16  | Spiele | 1 | Tore |

## Karriere als Funktionär
Schindzielorz studierte Fußballmanagement und war einige Jahre beim VfL Bochum als Assistent des Sportvorstandes Christian Hochstätter tätig. Nachdem Hochstätter im Februar 2018 vom Verein freigestellt wurde, übernahm Schindzielorz diesen Posten als neuer Sportvorstand des VfL. Unter seiner Leitung machte der Verein im September 2019 Thomas Reis zum neuen Cheftrainer, der mit der Mannschaft im Sommer 2021 in die Bundesliga aufstieg. Ende Mai 2022 kündigte  Schindzielorz seinen Vertrag als Sportvorstand fristgerecht.
Am 1. Februar 2023 wurde Schindzielorz Sportdirektor des VfL Wolfsburg.